# Incrustocalyptella
Incrustocalyptella — рід грибів родини Cyphellaceae. Назва вперше опублікована 1983 року.